# Carinascincus palfreymani
Carinascincus palfreymani är en ödleart som beskrevs av  Rawlinson 1974. Carinascincus palfreymani ingår i släktet Carinascincus och familjen skinkar. Inga underarter finns listade i Catalogue of Life.
Ödlan blir utan svans upp till 95 mm lång. Kroppsfärgen är brun men exemplaren ser mörkare ut när de är våta.
Arten förekommer endemisk på ön Pedra Branca söder om Tasmanien i Australien. Ön har en yta av 1,4 hektar och den höjer sig upp till 60 meter över havet. Växtligheten utgörs endast av några låga arter som tål salt. Ödlan är det enda bofasta ryggradsdjuret på ön. Under sommaren besöks ön av ungefär 7000 häckande par av australisk sula, av cirka 250 par av gråkindad albatross och av 50 par av silvermås. Ödlans föda utgörs främst av gråsuggor och tånglöss samt av märlkräftor, spindeldjur och tång. Dessutom äts fiskrester som tappas av fåglarna. Individerna gömmer sig under stenar eller i bergssprickor. De är aggressiva mot varandra och flera exemplar tappade svansen. Endast när de solbadar syns flera individer tillsammans. Hela populationen uppskattas med 500 exemplar.
Varje inför fiende eller konkurrent kan vara starten till ödlans utdöende. En större storm kan skada populationen allvarlig. IUCN kategoriserar arten globalt som sårbar.